# Distretto di Sozma Qala
Il distretto di Sozma Qala è un distretto dell'Afghanistan appartenente alla provincia di Sar-e Pol.